# Nanae Sasaya
Nanae Sasaya (ささやななえ, Sasaya Nanae) est une mangaka japonaise, née à Ashibetsu, Hokkaidō, le 31 janvier 1950 et morte le 8 juin 2024. Elle est associée au Groupe de l'an 24.

## Biographie
Nanae Sasaya est née le 31 janvier 1950 dans la ville d'Ashibetsu, Hokkaidō, benjamine d'une famille de quatre enfants. Malgré le souhait de son père qui voulait voir tous ses enfants devenir professeurs, elle se tourne vers le manga. Elle commence sa carrière à l'âge de 20 ans dans le magazine Ribon et devient réputée pour ses histoires occultes et horrifiques.
En 1990 elle remporte le 19e prix de l'Association des auteurs de bande dessinée japonais, prix d'excellence, pour Okame wa chimoku (おかめはちもく).
En 1994, après avoir lu le livre documentaire Oya ni naruhodo muzukashii koto wa nai (親になるほど難しいことはない) par la journaliste Atsuko Shiina au sujet de la maltraitance d'enfants, elle décide de l'adapter sous la forme d'un manga : Kōritsuita me (凍りついた瞳（め）) est publié dans le magazine You, il rencontre un vif succès et joue un rôle moteur dans l'adoption de la loi japonaise sur la maltraitance sur mineur adoptée le 24 mai 2000.
En 1996 elle change son nom de plume pour Nanaeko Sasaya.